# Lista över bruksorter i Sverige

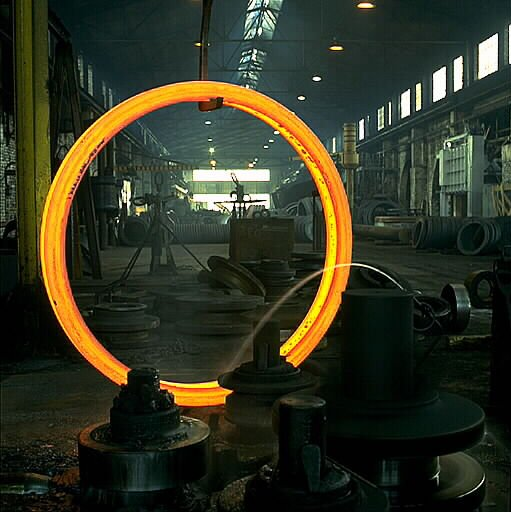
Järnvägshjul tillverkat vid Surahammars Bruk.

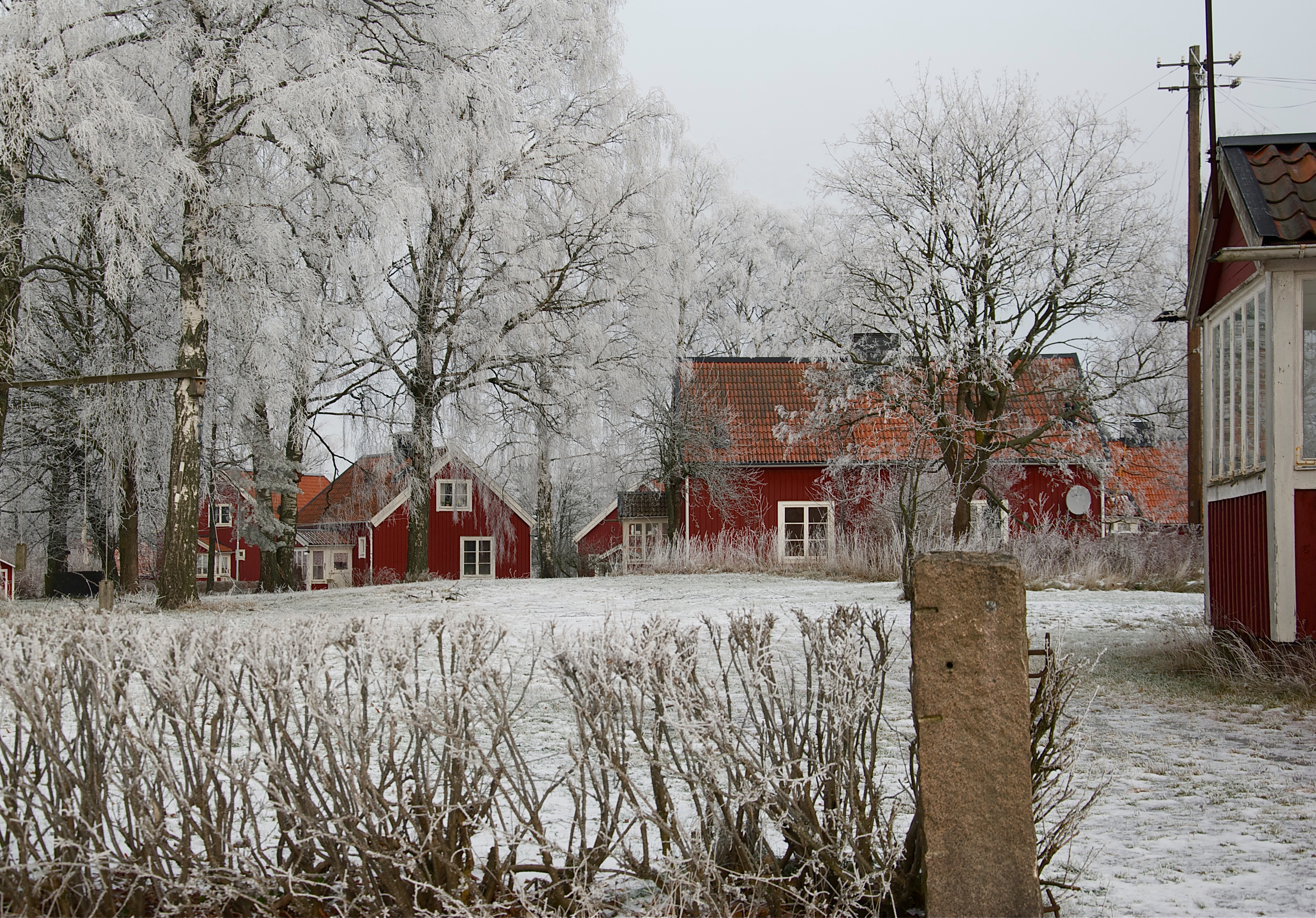
Gamla Arbetarbostäder vid det ännu aktiva Hallsta pappersbruk i Hallstavik.

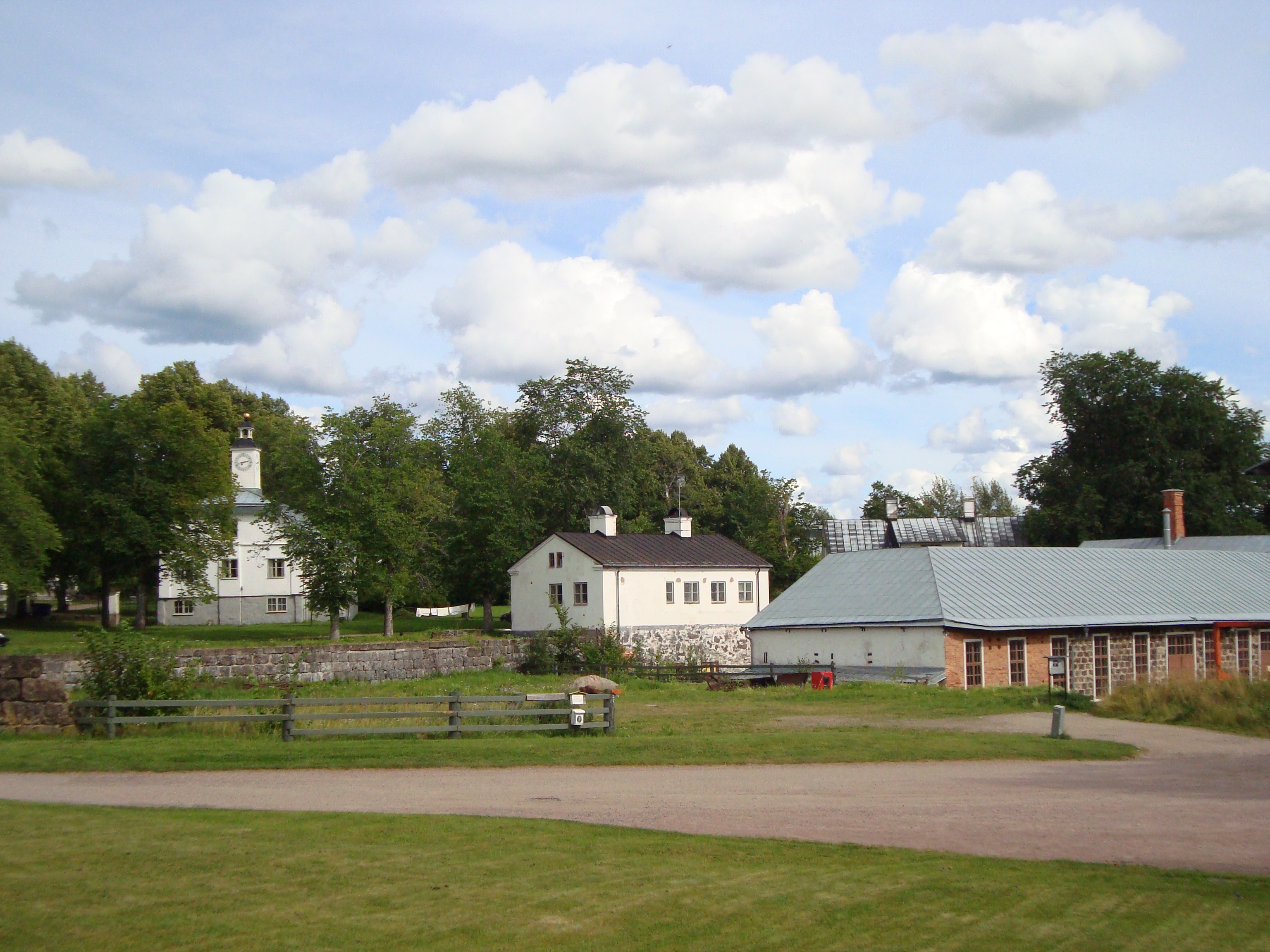
Bevarade bruksbyggnader vid Stjärnsunds bruk.

Detta är en lista över svenska orter som är eller har varit utpräglade brukssamhällen, det vill säga orter dominerade av ett bruk (en industri eller ett industriföretag). Begreppet bruksort kan definieras på olika sätt och det kan finnas orter som inte finns med på listan men som ändå kan betraktas som bruksorter.

## Orter

### Blekinge
- Kallinge (Tidigare järnbruk)
- Olofström (verkstadsindustri, tidigare även stålindustri, ursprungligen järnbruk)

### Bohuslän
- Munkedal (pappersbruk, ursprungligen järnbruk)

### Dalarna
- Avesta (stålindustri, ursprungligen bl.a. järnbruk)
- Bispberg (tidigare gruvindustri)
- Blötberget (tidigare gruvindustri)
- Borlänge (Domnarvet och Kvarnsveden) (stålindustri och pappersbruk)
- Bråfall (gruvor och hytta, helt nedlagt på 1960-talet)
- Falun (tidigare gruvindustri)
- Fors (kartongtillverkning, ursprungligen massabruk och järnbruk)
- Fredriksberg (tidigare massa- och pappersbruk, ursprungligen järnbruk)
- Furudals bruk (järnbruk grundat 1709, numera bröllop, logi, turism)
- Garpenberg (gruvindustri, tidigare järnbruk)
- Grycksbo (pappersbruk)
- Grängshammar (gammalt järnbruk, sista smedjan stängdes 1877)
- Grängesberg (tidigare gruvindustri)
- Horndal (tidigare stålindustri, ursprungligen järnbruk)
- Håksberg (tidigare gruvindustri)
- Idkerberget (tidigare gruvindustri)
- Långshyttan (stålindustri, ursprungligen järnbruk)
- Morgårdshammar (verkstadsindustri, ursprungligen järnbruk)
- Noraån (järnbruk i Borlänge kommun, började byggas 1805, driften nedlagd 1869)
- Norn (järnbruk i Hedemora kommun, i drift från 1620 till 1916)
- Nyhammar (verkstadsindustri, ursprungligen järnbruk)
- Näs bruk (tidigare järnbruk)
- Smedjebacken (stålindustri)
- Stjärnsund (tidigare järnbruk och finmekanisk industri)
- Sågmyra (tidigare textilindustri)
- Tuna-Hästberg (tidigare gruvindustri)
- Turbo (tidigare sågverk och massabruk, ursprungligen järnbruk)
- Ulvshyttan (tidigare verkstads- och gruvindustri samt järnbruk)
- Valla (masugnsdrift 1652-1872, färskning och räckning i Horndal)
- Vintjärn (tidigare gruvindustri)
- Vikmanshyttan (ursprungligen järnbruk, stålindustri)

### Dalsland
- Bengtsfors (tidigare bildelstillverkning, ursprungligen massabruk)
- Billingsfors (pappersbruk, tidigare även sågverk, ursprungligen järnbruk)
- Dals Långed (pappersbruk)
- Fengersfors (tidigare pappersbruk, ursprungligen järnbruk)
- Forsbacka
- Gustavsfors (tidigare massa- och pappersbruk, ursprungligen järnbruk)
- Håverud (pappersbruk)
- Rådanefors (tidigare gjuteri och verkstadsindustri, ursprungligen järnbruk)
- Skåpafors (pappersbruk, tidigare även sågverk)
- Åsensbruk (tidigare pappersbruk)
- Ödeborg (tidigare verkstadsindustri)

### Gotland
- Bläse (tidigare kalkindustri)
- Roma (tidigare sockerbruk)
- Slite (cementindustri)

### Gästrikland
- Axmar bruk (tidigare järnbruk)
- Bodås (tidigare gruvindustri)
- Bomhus (massa- och pappersbruk)
- Forsbacka (tidigare stålindustri, ursprungligen järnbruk)
- Gysinge (tidigare järnbruk)
- Gästrike-Hammarby (tidigare pappersförädlingsindustri, massa- och pappersbruk, ursprungligen järnbruk)
- Hofors (stålindustri, ursprungligen järnbruk)
- Mackmyra (tidigare massabruk, ursprungligen järnbruk)
- Norrsundet (tidigare massabruk)
- Sandviken (stål- och verkstadsindustri)
- Strömsbro (tidigare textilindustri)
- Tolvfors (tidigare järnbruk)

### Halland
- Sennan (tidigare tegelbruk)

### Hälsingland
- Hybo (tidigare snickeri- och sågverksindustri)
- Iggesund (kartongtillverkning, tidigare massabruk, ursprungligen järnbruk)
- Ljusne (sågverksindustri, tidigare även träförädlingsindustrier och verkstadsindustri, ursprungligen järnbruk)
- Marmaverken (tidigare massabruk, ursprungligen sågverksindustri)
- Sandarne (kemisk industri, tidigare även massabruk, ursprungligen sågverksindustri)
- Sibo (kemisk industri)
- Stocka (tidigare sågverksindustri)
- Strömbacka (tidigare järnbruk)
- Strömsbruk (pappersförädlingsindustri, tidigare massa- och pappersbruk, ursprungligen järnbruk)
- Sörforsa (tidigare textilindustri)
- Vallvik (massabruk)
- Vannsätter (tidigare massabruk)
- Voxnabruk (tidigare järnbruk)

### Jämtland
- Hissmofors (sågverksindustri, tidigare även massabruk)
- Ulriksfors (tidigare massabruk)
- Vaplan (verkstadsindustri, tidigare även massabruk, kvarn och sågverksindustri)

### Lappland
- Gällivare (gruvindustri)
- Kiruna (gruvindustri)
- Malmberget (gruvindustri)
- Porjus (kraftverk, tidigare smältverk och kemisk industri)
- Svappavaara (gruvindustri)

### Medelpad
| ”                                                                 | Och såg vid såg jag såg, varthelst jag såg | „ |
| – Sång i Ångermanland, Mot norden! Mot norden! av Elias Sehlstedt |                                            |   |

Alnö
- Wii (tidigare sågverksindustri)
- Alvik (tidigare sågverksindustri)
- Ankarsvik (tidigare sågverksindustri)
- Carlsvik (tidigare sågverksindustri)
- Eriksdal (tidigare sågverksindustri)
- Gustafsberg (tidigare sågverksindustri)
- Gustafshamn (tidigare sågverksindustri)
- Hovid (tidigare sågverksindustri)
- Hörningsholm (tidigare sågverksindustri)
- Johannesvik (tidigare sågverksindustri)
- Lervik (tidigare sågverksindustri)
- Myrnäs (tidigare sågverksindustri)
- Nacka (tidigare sågverksindustri)
- Nyvik (tidigare sågverksindustri)
- Rödestrand (tidigare sågverksindustri)
- Rökland (tidigare sågverksindustri)
- Stornäset (tidigare sågverksindustri)
- Strand, Sundsvalls kommun (tidigare sågverksindustri)
- Utvik (tidigare sågverksindustri)

Attmar
- Sörfors (tidigare sågverksindustri och massabruk, ursprungligen järnbruk)

Borgsjö
- Alby (kemisk industri)

Hässjö
- Lögdö (tidigare järnbruk)
- Söråker (tidigare mineralullstillverkning, ursprungligen massabruk och flera sågverksindustrier: Alafors, Gamla Söråker, Nya Söråker, Strandvik, Sörvik)
- Åvikebruk (tidigare järnbruk)
- Lagfors (tidigare järnbruk)

Njurunda
- Essvik (tidigare kemisk industri, ursprungligen sågverksindustri och senare pappers- och massabruk)
- Galtströms bruk (tidigare järnbruk)
- Juniskär (tidigare sågverksindustri)
- Klampenborg (tidigare sågverksindustri)
- Nyhamn (tidigare kemisk industri, ursprungligen sågverksindustri och senare massabruk)
- Stockvik (kemisk industri, ursprungligen sågverksindustri)
- Svartvik (tidigare massabruk, ursprungligen sågverksindustri)

Skön
- Johannedal (tidigare sågverksindustri)
- Heffners (tidigare sågverksindustri)
- Ortviken (pappersbruk, ursprungligen sågverksindustri)
- Skönvik (tidigare sågverksindustri, ursprungligen glasbruk)
- Sundsbruk (verkstadsindustri, ursprungligen järnbruk och sågverksindustri)
- Tunadal (sågverksindustri)

Skönsmon
- Mon (tidigare sågverksindustri)
- Kubikenborg (aluminiumsmältverk, ursprungligen sågverksindustri)

Timrå
- Fagervik (tidigare massafabrik, ursprungligen sågverksindustri)
- Vivstavarv (tidigare pappersbruk, ursprungligen skeppsvarv och senare sågverksindustri)
- Östrand (massabruk, ursprungligen sågverksindustri)

Torp
- Ljungaverk (tidigare kemisk industri)

Tuna
- Matfors (tidigare pappersbruk samt yllefabrik senare läkemedelsfabrik (idag Unimedic), ursprungligen sågverksindustri samt spinneri/väveri/färgeri)

### Norrbotten
- Bodträskfors (tidigare sågverksindustri)
- Gyljen (tidigare järnbruk och sågverk)
- Karlsborg (massa- och pappersbruk)
- Kengis (tidigare järnbruk)
- Luleå (järn- och stålverk)
- Långvik (tidigare glasbruk)
- Munksund (massa- och pappersbruk)
- Piteå (massa- och pappersbruk)
- Töre (tidigare järnbruk)

### Närke
- Aspa (massabruk, ursprungligen järnbruk)
- Brevens bruk (tidigare gjuteri och verkstadsindustri, ursprungligen järnbruk)
- Garphyttan (verkstadsindustri, ursprungligen järnbruk)
- Hammar (tidigare glasbruk)
- Hasselfors
- Svartå (verkstadsindustri, ursprungligen järnbruk)
- Zinkgruvan (gruvindustri)
- Åmmeberg

### Skåne
- Bromölla (keramisk industri)
- Gunnarstorp (tidigare gruvindustri)
- Hasslarp (tidigare sockerindustri)
- Hyllinge (tidigare gruvindustri)
- Höganäs (stålindustri, ursprungligen jord- och lervaruindustri)
- Klippans bruk (pappersbruk)
- Köpingebro (tidigare sockerbruk)
- Nymölla (massa- och pappersbruk)
- Nyvång (tidigare gruvindustri)
- Perstorp (kemisk industri)
- Sibbhult (verkstadsindustri, tidigare glasbruk)
- Skromberga (keramisk industri, tidigare även gruvindustri)
- Skånes-Fagerhult (tidigare textilindustri)
- Stidsvig (kemisk industri)
- Stockamöllan (verkstadsindustri, tidigare även snickeri, ursprungligen textilindustri och kvarn)
- Teckomatorp (tidigare kemisk industri, ursprungligen sockerindustri)
- Vallåkra (lervaruindustri)
- Örtofta (sockerindustri)
- Östanå (tidigare massa- och pappersbruk)

### Småland
- Ankarsrum (verkstadsindustri, ursprungligen järnbruk)
- Alsterbro (glasbruk)
- Alsterfors (tidigare glasbruk, ursprungligen järnbruk)
- Boda glasbruk (glasbruk)
- Bruzaholm (gjuteri, ursprungligen järnbruk)
- Böksholm (tidigare massabruk, ursprungligen järnbruk)
- Delary (tidigare massabruk, ursprungligen järnbruk)
- Edsbruk (tidigare massabruk, ursprungligen järnbruk)
- Emsfors (tidigare massa- och pappersbruk)
- Flerohopp (tidigare glasbruk, ursprungligen järnbruk)
- Flygsfors (tidigare glasbruk, ursprungligen järnbruk)
- Fridafors (tidigare pappersbruk)
- Gullaskruv (tidigare glasbruk)
- Gunnebo (verkstadsindustri, ursprungligen järnbruk)
- Huseby (Tidigare järnbruk)
- Huskvarna (verkstadsindustri, ursprungligen vapenfaktori)
- Hyltebruk (pappersbruk)
- Konga (Verkstadsindustri, tidigare pappersmassefabrik, ursprungligen järnbruk)
- Kosta (glasbruk)
- Lessebo (pappersbruk, ursprungligen järnbruk)
- Orrefors (tidigare glasbruk, ursprungligen järnbruk)
- Os (tidigare pappersbruk, ursprungligen järnbruk)
- Målerås (glasbruk)
- Norrahammar (tidigare gjuteri och verkstadsindustri)
- Klavreström (tidigare gjuteri och verkstadsindustri, ursprungligen järnbruk)
- Pauliström (pappersbruk, ursprungligen järnbruk)
- Silverdalen (tidigare pappersbruk)
- Storebro (båttillverkning, ursprungligen järnbruk)
- Strömsnäsbruk (tidigare massa- och pappersbruk)
- Sävsjöström (tidigare massabruk, ursprungligen järnbruk)
- Timsfors (tidigare pappersbruk, ursprungligen järnbruk)
- Tvärskog (sågverksindustri och tidigare snickeriverkstäder)
- Torpsbruk (tidigare järnbruk)
- Åfors (glasbruk)
- Överum (verkstadsindustri, ursprungligen järnbruk)

### Södermanland
- Hälleforsnäs (tidigare stål- och verkstadsindustri med gjuteri, ursprungligen järnbruk)
- Högsjö
- Nyby bruk, (stålindustri, ursprungligen järnbruk)
- Nykvarn (tidigare pappersbruk, ursprungligen järnbruk)
- Nävekvarn (tidigare verkstadsindustri, ursprungligen styckebruk)
- Oaxen (tidigare kalkindustri)
- Stora Vika (tidigare cementindustri)
- Åkers Styckebruk (stålindustri, ursprungligen järnbruk)
- Valla (tidigare tegelbruk)

### Uppland
- Bennebol (tidigare järnbruk)
- Dannemora (tidigare gruvindustri)
- Edsbro (tidigare järnbruk)
- Forsmark (tidigare järnbruk)
- Gimo (verkstadsindustri, ursprungligen järnbruk)
- Gustavsberg (keramisk industri)
- Länna (tidigare järnbruk)
- Hallstavik (pappersbruk, ursprungligen sågverk)
- Harg (tidigare järnbruk)
- Harnäs (tidigare järnbruk)
- Herräng (gjuteri, ursprungligen stålindustri)
- Hillebola (tidigare järnbruk)
- Karlholm (träindustri, ursprungligen järnbruk)
- Lövstabruk (tidigare järnbruk)
- Rånäs (tidigare järnbruk)
- Skebobruk (tidigare järnbruk)
- Skutskär (massabruk, ursprungligen sågverksindustri)
- Strömsberg (tidigare järnbruk)
- Söderfors (stålindustri, ursprungligen järnbruk)
- Tobo (verkstadsindustri, ursprungligen järnbruk)
- Västland (tidigare järnbruk)
- Wira bruk (tidigare järnbruk)
- Älvkarleö (tidigare verkstadsindustri, ursprungligen järnbruk)
- Österbybruk (gjuteri, tidigare stålindustri, ursprungligen järnbruk)

### Värmland
- Blombacka (tidigare verkstadsindustri)
- Borgvik (tidigare järnbruk)
- Björneborg (stålindustri, ursprungligen järnbruk)
- Bäckhammar (pappersbruk, ursprungligen järnbruk)
- Degerfors (stålindustri, ursprungligen järnbruk)
- Deje (tidigare massa- och pappersbruk)
- Dömle (tidigare järnbruk)
- Edsvalla (tidigare massabruk, ursprungligen järnbruk)
- Forshaga (pappersförädlingsindustri, tidigare massa- och pappersbruk, ursprungligen järnbruk)
- Glava Glasbruk (tidigare glasbruk)
- Grums (massa- och pappersbruk)
- Hagfors (stålindustri)
- Karlskoga (vapenindustri samt verkstads- och stålindustri, ursprungligen järnbruk)
- Koppom (tidigare massa- och pappersbruk)
- Lesjöfors (verkstadsindustri, tidigare även stålindustri och sågverk, ursprungligen järnbruk)
- Munkfors (stålindustri, ursprungligen järnbruk)
- Mölnbacka (tidigare massa- och pappersbruk, ursprungligen järnbruk)
- Nykroppa (tidigare stålindustri, ursprungligen järnbruk)
- Persberg (tidigare gruvindustri)
- Rottneros (massabruk)
- Segmon (tidigare massabruk)
- Skoghall (massa- och pappersbruk samt kemisk industri)
- Stjärnsfors (tidigare järnbruk)
- Svanskog (kartong- och boardbruk, ursprungligen järnbruk)

- Vålberg (tidigare kemisk industri)

### Västerbotten
- Boliden (tidigare gruvdrift, gruvindustri)
- Bureå (tidigare massabruk och sågverksindustri)
- Klemensnäs (tidigare massabruk och träförädlingsindustri, ursprungligen sågverksindustri)
- Robertsfors (verkstadsindustri, ursprungligen järnbruk)
- Skelleftehamn (smältverk)

### Västergötland
- Alafors (tidigare textilindustri)
- Forsvik (mindre metallindustri och kvarn, tidigare gjuteri, verkstadsindustri samt massabruk, ursprungligen järnbruk)
- Fåglavik (tidigare glasbruk)
- Hällekis (tidigare cementindustri)
- Jonsered (tidigare verkstadsindustri samt textilindustri)
- Lilla Edet (pappersbruk)
- Limmared (glasbruk)
- Mölnlycke (tidigare textilindustri)
- Rydal (tidigare textilindustri)
- Rydboholm (tidigare textilindustri)
- Surte (tidigare glasbruk)
- Tollered (tidigare textilindustri)
- Vargön (smältverk, tidigare även massa- och pappersbruk)
- Årnäs (tidigare glasbruk)

### Västmanland
- Bredsjö (tidigare järnbruk)
- Bångbro (tidigare stålindustri)
- Fagersta (stål- och verkstadsindustri, ursprungligen järnbruk)
- Frövi (massa- och pappersbruk, ursprungligen järnbruk)
- Guldsmedshyttan (gjuteri, tidigare även stålindustri, ursprungligen järnbruk)
- Gyttorp (kemisk industri)
- Hallstahammar (verkstadsindustri, tidigare även stålindustri, ursprungligen järnbruk)
- Hällefors (stålindustri, ursprungligen järnbruk)
- Högfors (tidigare järnbruk)
- Kolbäck
- Kolsva (gjuteri och verkstadsindustri, tidigare även stålindustri, ursprungligen järnbruk)
- Lisjö
- Mossgruvan (tidigare gruvindustri)
- Norberg (tidigare gruvindustri)
- Oppboga (pappersbruk, tidigare även massabruk)
- Ramnäs (verkstadsindustri, ursprungligen järnbruk)
- Riddarhyttan (tidigare gruvindustri, sågverksindustri och järnbruk)
- Rockhammar (massabruk, ursprungligen järnbruk)
- Sikfors (tidigare järnbruk)
- Skultuna (verkstads- och metallvaruindustri samt mässingsbruk)
- Striberg (tidigare gruvindustri)
- Stråssa (tidigare gruvindustri)
- Ställberg (tidigare gruvindustri)
- Ställdalen (pappersbruk, ursprungligen järnbruk)
- Surahammar (stålindustri, ursprungligen järnbruk)
- Sörstafors (tidigare massa- och pappersbruk)
- Vedevåg (verkstadsindustri samt kemisk industri, ursprungligen järnbruk)
- Virsbo (verkstadsindustri, ursprungligen järnbruk)
- Yxsjöberg (tidigare gruvindustri)

### Ångermanland
- Bollstabruk (sågverksindustri, ursprungligen järnbruk)
- Domsjö (massabruk, ursprungligen sågverksindustri)
- Dynäs (massa- och pappersbruk, ursprungligen sågverksindustri)
- Graningebruk (tidigare järnbruk)
- Frånö (tidigare massabruk, ursprungligen sågverksindustri)
- Hallstanäs (tidigare massafabrik, ursprungligen sågverksindustri)
- Husum (massabruk)
- Köpmanholmen (tidigare massabruk)
- Lugnvik (tidigare sågverksindustri)
- Marieberg (tidigare sågverksindustri)
- Norrbyskär (tidigare sågverksindustri)
- Rundvik (sågverks- och träförädlingsindustri)
- Sandviken (tidigare massabruk, ursprungligen sågverksindustri)
- Sprängsviken (tidigare massabruk, ursprungligen sågverksindustri)
- Svanö (tidigare massabruk, ursprungligen sågverksindustri)
- Utansjö (tidigare massabruk, ursprungligen järnbruk)

### Öland
- Degerhamn (cementindustri)
- Grönhögen (tidigare cementindustri)

### Östergötland
- Borggård (verkstadsindustri, ursprungligen järnbruk)
- Boxholm (stålindustri, ursprungligen järnbruk)
- Finspång (verkstadsindustri, ursprungligen järnbruk med vapentillverkning)
- Fiskeby (pappersbruk)
- Grytgöl (verkstadsindustri, ursprungligen järnbruk)
- Gusum (tidigare verkstadsindustri och mässingsbruk)
- Hultsbruk (verkstadsindustri, ursprungligen järnbruk)
- Hävla (verkstadsindustri, ursprungligen järnbruk)
- Ljusfallshammar (tidigare verkstadsindustri, ursprungligen järnbruk)
- Loddby (tidigare massabruk)
- Lämneå Bruk (tillverkning av tråddragningsmaskiner)
- Qvarnshammar (tidigare järnbruk)
- Rejmyre (glasbruk)
- Skärblacka (massa- och pappersbruk)
- Spångsholm (tidigare tillverkning av spik, kätting, dragen tråd mm)
- Åtvidaberg (tidigare finmekanisk industri, ursprungligen järnbruk)